# Norwegian Escape
Le Norwegian Escape, est le 3e navire de classe Breakaway à être construit sur le chantier naval Meyer Werft, pour la flotte de Norwegian Cruise Line. Il est le navire intermédiaire entre les deux premiers paquebots de la classe Breakaway et les trois derniers. Il dispose, en effet, de deux ponts supplémentaires mais est de même longueur que le Norwegian Breakaway et le Norwegian Gateway.